# Louis-Philibert Brun d’Aubignosc

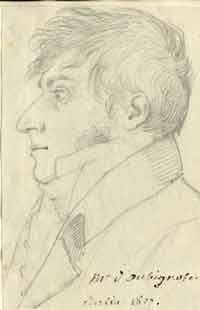
Porträtzeichnung des Louis-Philibert d’Aubignosc

Louis-Philibert Brun d’Aubignosc (* 1774; † 1847 in Paris) war ein französischer Graf und während der sogenannten „Franzosenzeit“ im Heiligen Römischen Reich Deutscher Nation ein „Kaiserlicher Intendant“ mit Sitz in Lauenburg (Elbe).

## Leben

### Familie

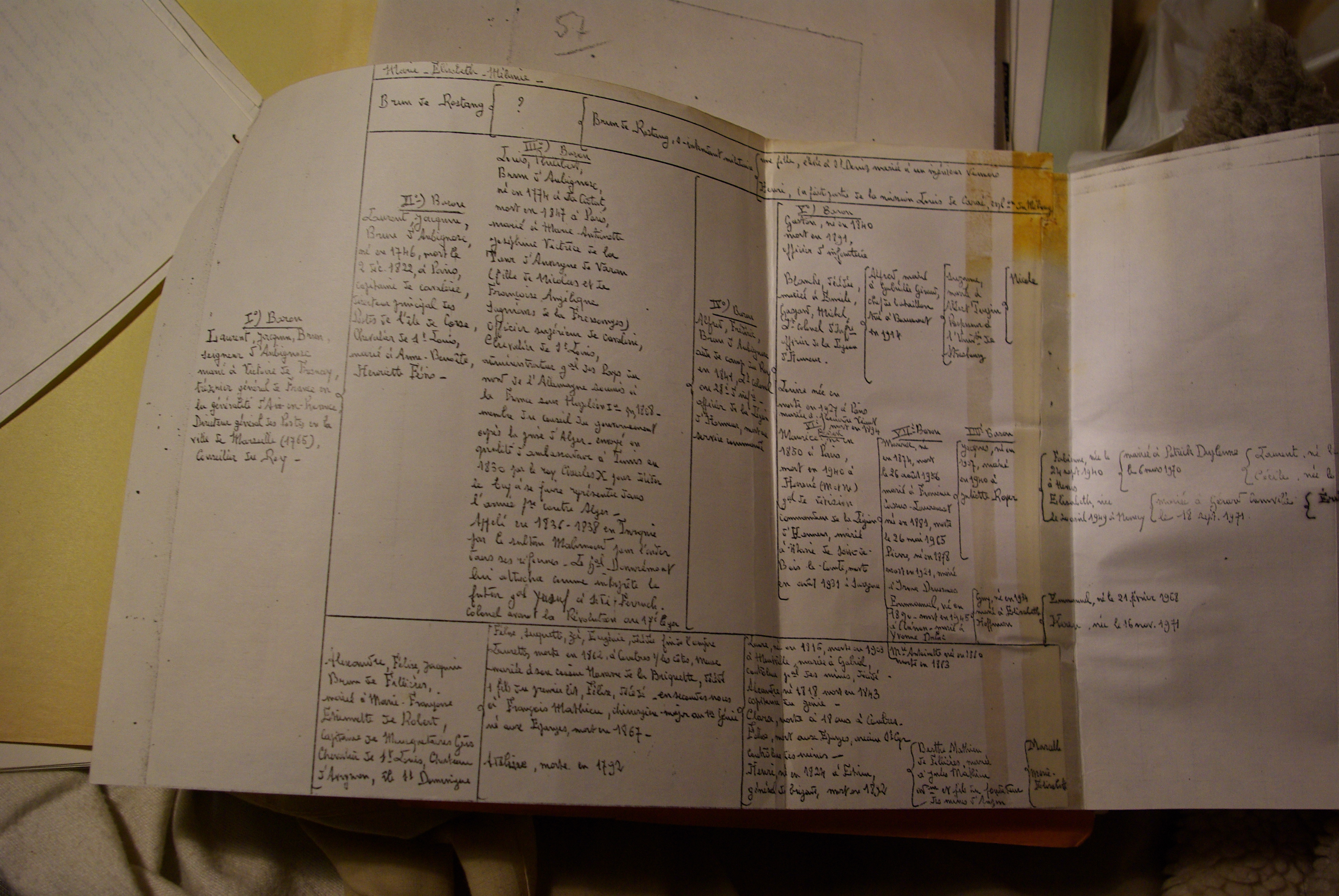
Genealogische Skizze (Auszug) der Familie (Brun) d’Aubignosc mit einer Kurzvita von Louis-Philibert

Louis-Philibert Brun d’Aubignosc war ein Abkömmling der französischen Adelsfamilie d’Aubignosc, Sohn des Laurent-Nicolas-Jacquin Brun (1746–1822), Feudalherr von Aubignosc, sowie der Anne Benoîte Fério. Er heiratete Marie-Antoinette Joséphine Victoire de Latour d’Auvergne de Varan, die demoiselle de Saint-Cyr. Mit ihr hatte er den Sohn Alfred Frédéric Brun d’Aubignosc (1804–1858).

### Werdegang
Zur Zeit der Besetzung eines großen Teils nicht nur Europas durch die Truppen Napoleon Bonapartes war der Graf d’Aubignosc um 1811 Direktor sämtlicher zuvor Kurfürstlich Hannoverscher Staatsdomänen. Zu dieser Zeit war sein unmittelbarer Untergebener der damals in Lauenburg tätige Generalsekretär Ignaz August Mierzinsky, der ab Mai 1811 dann Generalsekretär der hohen Polizeidirektion in Hamburg wurde.
1830 nahm er als Stabsmitglied von General Bourmont an der Eroberung Algeriens Teil und wurde anschließend als Generalleutnant der Polizei Mitglied der Französisch-Algerien verwaltenden Regierungskommission. 1836 veröffentlichte er ernüchtert von der brutalen Behandlung der einheimischen algerischen Bevölkerung ein fast hundertseitiges Pamphlet.
Literatur
- Helmut Stubbe la Luz: Der Kaiserliche Intendant Louis Phillipe Brun d’Aubignosc. Eingliederung Lauenburgs ins napoleonsche Empire. in: Lauenburgische Heimat, Ausgabe 165 (Februar 2004), S. 18–26